# USS Ono (SS-357)
USS Ono (SS-357) miał być okrętem podwodnym typu Balao, pierwszym okrętem podwodnym United States Navy, którego nazwa pochodzi od solandry. Jego budowa została przerwana 23 października 1944.
Pierwotnie nosił nazwę „Friar”. Zatwierdzony do budowy przez Electric Boat Company, ale kontrakt na budowę został anulowany 29 lipca 1944.